# Eden Kane
Eden Kane, geboren als Richard Graham Sarstedt (New Delhi, 29 maart 1940), is een Britse zanger, platenproducent en acteur vooral bekend als tieneridool in de vroege jaren 1960 in het pre-Beatles-tijdperk. Hij heeft ook opgenomen onder zijn geboortenaam en met de begeleidingsband The Downbeats.
Hij is geboren in India en is de oudere broer van muzikanten Peter en Clive Sartedt, met wie hij heeft samengewerkt aan talloze Sarstedt Brothers-albums. Hij had succes in het begin van de jaren 1960 als popster die een tienerpubliek aansprak, in het pre-Beatles-tijdperk met hits, waaronder het mede geschreven Well I Ask You, dat in 1961 een Britse nummer 1-hit was. Hij bracht vervolgens tijd door in Australië voordat hij naar de Verenigde Staten verhuisde, waar hij een acteercarrière begon.

## Jeugd
Eden Kane werd geboren in New Delhi, Brits-Indië als zoon van een Britse koloniale ambtenaar. Toen Richard nog een kind was, verhuisde hij met zijn ouders, zijn twee jongere broers Peter en Clive en hun drie zussen naar Kurseong in de buurt van Darjeeling om er een theeplantage te runnen. Ten gevolge van de Indische onafhankelijkheid verhuisde eerst de vader en daarna de moeder met hem en zijn beide broers in 1954 naar Engeland. Nog voordat ze Engeland hadden bereikt, overleed zijn vader. Ze vestigden zich in Norbury, Croydon, waar Richard naar de Heath Clark Grammar School ging. Geïnspireerd door Bill Haley leerde hij gitaar en formeerde hij de skiffleband The Fabulous 5, waaronder zijn jongere broers.

## Carrière
Hij deed mee aan een talentenjacht in de Classic Cinema in Kings Road, Chelsea, waar hij een contract won om een reclamejingle te zingen voor Cadbury's Drinking Chocolate, die vaak werd gespeeld op Radio Luxembourg. Hij werd gecontracteerd door het managementteam Philip Waddilove en Michael Barclay, die de naam van Sarstedt veranderde in Eden Kane - 'Eden' vanwege de bijbelse associaties in een tijd dat Adam Faith een toppopster was, en 'Kane' omdat Citizen Kane de favoriete film van Barclay was. Het nummer werd uitgebracht als de B-kant van de single You Make Love So Well door Pye Records in augustus 1960.
Daarna won hij een platencontract bij Decca Records. Zijn eerste opname Well I Ask You, geschreven door Les Vandyke, gearrangeerd door John Keating en geproduceerd door Bunny Lewis, bereikte in augustus 1961 de nummer 1 in de UK Singles Chart. Het werd gevolgd door nog drie top tien hits in het Verenigd Koninkrijk in het volgende jaar: Get Lost (#10), Forget Me Not (#3) en I Don't Know Why (#7). Samen met de begeleidingsband The Downbeats, bestaande uit Roger Retting, Ben Steed, Roger St. Clair en Bugs Waddell, toerde hij veel door het Verenigd Koninkrijk met sterren als Cliff Richard, Billy Fury en Helen Shapiro. Zijn broer Peter was de roadmanager van de band, later trad hij toe op bas, met broer Clive op gitaar.
Zijn vijfde single House to Let voor Decca haalde het niet en latere publicaties voor het label waren evenmin succesvol. Hij verliet Decca en trad in 1963 toe tot Philips-dochteronderneming Fontana Records. Net als veel van zijn leeftijdsgenoten probeerde Kane de vergetelheid te voorkomen door mee te liften op de beatboom-bandwagon, maar er ging wat vaart verloren toen zijn volgende publicatie, oorspronkelijk getiteld Do You Love Me / Comeback opnieuw moest worden uitgegeven met de nieuwe titel Like I Love You om verwarring te voorkomen met de Britse hitcovers van de gelijknamige Amerikaanse hit van The Contours door Brian Poole & the Tremeloes en The Dave Clark Five. Zijn derde single Boys Cry (#8) voor Fontana bracht hem in januari 1964 terug in de hitparade, maar het zou zijn laatste hit worden. Hij maakte verschillende televisieoptredens in shows met nieuwe succesvolle bands als The Beatles en The Rolling Stones en toerde door Australië met Roy Orbison, Del Shannon en The Searchers. Het succes in Australië leidde ertoe dat hij in dat land een tv-serie presenteerde. Bij een tussenstop in Los Angeles ontmoette hij de Amerikaanse journaliste Charlene Groman, de zus van Stefanie Powers, met wie hij enkele jaren later trouwde.
Nadat zijn hitsucces in Groot-Brittannië opdroogde, verhuisde Kane naar Californië, waar hij werkte als platenproducent. Zijn broers Peter en Clive haalden allebei de hitlijsten in het Verenigd Koninkrijk (de eerste in de late jaren 1960 en de laatste als Robin Sarstedt in de jaren 1970). In 1972 namen de drie broers het album Worlds Apart Together op als The Sarstedt Brothers. Op 20 juni 1973 maakten de broers hun eerste gezamenlijke optreden als groep in Fairfield Halls in Croydon. Eden, Peter en Robin wonnen vervolgens een gezamenlijke BASCA Award voor compositie en songwriting.
Sindsdien heeft Kane opgenomen voor Bell Records, Monarch, HMV en Festival (de laatste twee zijn Australische labels). Hij heeft ook af en toe deelgenomen aan oldie-tournees in het Verenigd Koninkrijk met Marty Wilde, John Leyton, Brian Hyland en anderen, met name als onderdeel van het Solid Gold Rock and Roll-pakket. Hij was een contractacteur in het Star Trek-team en maakte verschillende optredens in de tv-series Star Trek: The Next Generation, Star Trek: Deep Space Nine en Star Trek: Voyager onder zijn echte naam, Richard Sarstedt.
Vanaf 2014 is zijn cd Y2Kane beschikbaar op zijn website. Hij woont in Los Angeles samen met zijn vrouw, de journaliste Charlene Groman en hun gezin.
In 2017 ging Kane op tournee door het Verenigd Koninkrijk met The Solid Gold Rock'n'Roll Show, waarin ook Marty Wilde, Mark Wynter en Mike Berry te zien waren.

## Discografie

### Albums

#### Studioalbums
- 1962: Eden Kane (Ace of Clubs)
- 1964: It's Eden (Fontana)
- 1971: Another Day Passes By (Evolution) (als Richard Sarstedt)
- 1999: Y2Kane (Eden Kane, cd)
- 2001: Eden Rock (Eden Kane, cd)
- 2012: Signs of Love
- 2014: Fifty Three

#### Compilaties
- 1995: Well I Ask You (Deram)
- 1996: All the Hits Plus More...The Best of Eden Kane (Prestige)
- 1997: Very Best Of (Pegasus)
- 2004: Boys Cry (Pegasus)
- 2017: Well I Ask You – The Complete 60s Recordings (RPM)

### Singles
| Jaar                                                                                             | Titel | Peak chart positions | Peak chart positions | Peak chart positions | Peak chart positions | Label                     |
| Jaar                                                                                             | Titel | VK                   | AUS                  | IRE                  | VS                   | Label                     |
| ------------------------------------------------------------------------------------------------ | --- | -------------------- | -------------------- | -------------------- | -------------------- | ------------------------- |
| 1960                                                                                             | You Make Love So WellHot Chocolate Crazy                                                                       | —                    | —                    | —                    | —                    | Pye Records               |
| 1961                                                                                             | Well I Ask YouBefore I Lose My Mind                                                                            | 1                    | 15                   | 1                    | 119                  | Decca Records             |
| 1961                                                                                             | Get LostI'm Telling You                                                                                        | 10                   | 85                   | 4                    | —                    | Decca Records             |
| 1962                                                                                             | Forget Me NotA New Kind of Lovin'                                                                              | 3                    | 70                   | 6                    | —                    | Decca Records             |
| 1962                                                                                             | I Don't Know WhyMusic for Strings                                                                              | 7                    | —                    | —                    | —                    | Decca Records             |
| 1962                                                                                             | House to LetI Told You                                                                                         | —                    | —                    | —                    | —                    | Decca Records             |
| 1963                                                                                             | Sounds Funny to MeSomeone Wants to Know                                                                        | —                    | —                    | —                    | —                    | Decca Records             |
| 1963                                                                                             | Nimm das Mädchen (alleen uitgebracht in Duitsland)Meine große Liebe (Wind und Wellen)                          | —                    | —                    | —                    | —                    | Decca Records             |
| 1963                                                                                             | Tomorrow NightI Won't Believe Them                                                                             | —                    | —                    | —                    | —                    | Fontana Records           |
| 1964                                                                                             | Boys CryDon't Come Crying to Me                                                                                | 8                    | 22                   | 6                    | —                    | Fontana Records           |
| 1964                                                                                             | Rain, Rain, Go AwayGuess Who It Is?                                                                            | —                    | —                    | —                    | —                    | Fontana Records           |
| 1964                                                                                             | Hangin' AroundGonna Do Something About You                                                                     | —                    | —                    | —                    | —                    | Fontana Records           |
| 1965                                                                                             | If You Want This LoveHave I Done Something Wrong?                                                              | —                    | —                    | —                    | —                    | Fontana Records           |
| 1966                                                                                             | Magic TownThe Whole World Was Crying                                                                           | —                    | —                    | —                    | —                    | Decca Records             |
| 1967                                                                                             | Gotta Get Through to You (alleen uitgebracht in Australië en Nieuw-Zeeland) A Million Ants                     | —                    | —                    | —                    | —                    | His Master's Voice        |
| 1967                                                                                             | My Whole World Is Tumbling Down (alleen uitgebracht in Australië en Nieuw-Zeeland) In the Day of My Youth      | —                    | —                    | —                    | —                    | His Master's Voice/Impact |
| 1968                                                                                             | Time, Love, Hope, Life (alleen uitgebracht in Australië en Nieuw-Zeeland) It Doesn't Matter Anymore            | —                    | —                    | —                    | —                    | Festival                  |
| 1970                                                                                             | Reason to BelieveI Played It Like a Fool                                                                       | —                    | —                    | —                    | —                    | Bell                      |
| 1971                                                                                             | Another Day (Passes By) (als Richard Sarstedt; alleen uitgebracht in de Verenigde Staten en Duitsland) Charlie | —                    | —                    | —                    | —                    | Evolution/Philips         |
| "—" geeft publicaties aan die zich niet in de hitlijst hebben geplaatst of niet zijn uitgebracht | |                      |                      |                      |                      |                           |

- Gemeinsame Normdatei: 134645979
- Library of Congress Control Number: no2006010655
- MusicBrainz: d45ae808-611f-4625-9dcc-61d4b1e37a45
- Virtual International Authority File: 79710831